# Marguerite Wolff
Marguerite Wolff, geborene Jolowicz (* 10. Dezember 1883 in London; † 21. Mai 1964 ebenda), war eine deutsch-britische Juristin und spätere Referentin am Kaiser-Wilhelm-Institut für ausländisches öffentliches Recht und Völkerrecht in Berlin.

## Leben
Nach ihrem Studium der Anglistik in Cambridge, vermutlich am Newnham College, heiratete Marguerite Jolowicz 1906 den Juristen Martin Wolff und zog nach Deutschland. Das Paar hatte zwei Söhne, Konrad (1907–1989) und Victor (1911–1944). Während des Ersten Weltkriegs arbeitete sie als Krankenschwester. Von 1925 bis 1933 war Marguerite Wolff zunächst als Assistentin, dann als Referentin am Kaiser-Wilhelm-Institut für ausländisches öffentliches Recht und Völkerrecht beschäftigt und baute zusammen mit Direktor Viktor Bruns das Institut auf. Am Institut war sie für britisches und amerikanisches Recht zuständig, wirkte an der Schriftleitung der
Institutszeitschrift mit, verfasste englisch-deutsche und deutsch-englische Übersetzungen und publizierte ein Buch zum britischen Presserecht. Sie wurde 1933 kurz nach Inkrafttreten des Gesetzes zur Wiederherstellung des Berufsbeamtentums  entlassen und  ging 1935 zurück nach London ins Exil. Beide Söhne emigrierten bereits 1933. Ihr Ehemann folgte 1938, nachdem er 1935 als Professor der Berliner Universität vorzeitig in den Ruhestand versetzt worden war und 1937 auch seine Position als Beirat im Kaiser-Wilhelm-Institut für ausländisches und internationales Privatrecht verloren hatte. Wolff, die als perfekt zweisprachig galt, überarbeitete die englischsprachigen Arbeiten ihres Mannes. Auch übertrug sie juristische Werke anderer deutschen Emigranten ins Englische bzw. Deutsche. Während des Zweiten Weltkriegs arbeitete sie für die BBC-Nachrichtensendungen. Nach dem Krieg war sie wieder als Übersetzerin tätig, u. a. bei den Kriegsverbrecherprozessen in Nürnberg und leitete dort die Übersetzung der Gerichtsakten.
Marguerite Wolff trug durch ihre sprachliche Überarbeitung maßgeblichen Anteil an dem Erfolg des von ihrem Mann verfassten Werk „Private International Law“ (1945, 1950) und prägte dabei insbesondere den heute gemeingebräuchlichen Begriff „the incidental question“ (Vorfrage). In der Rezension von John Morris wurde sie dafür wie folgt gerühmt: “The excellence of the English is due principally to Mrs. Wolff, whose skill in rendering the author’s thoughts into precise, technical but eminently readable language is a triumphant success”.